# یوکو ساساموتو
یوکو ساساموتو (انگلیسی: Yuko Sasamoto; ۳۰ ژانویهٔ ۱۹۷۳ – ) صداپیشه اهل ژاپن بود.